# Naßwiesen am Rothgrund und am Stöcklesschlag
Die Naßwiesen am Rothgrund und am Stöcklesschlag sind ein geschützter Landschaftsbestandteil von etwa einem Hektar Größe im unterfränkischen Landkreis Schweinfurt in Bayern. Das Flachmoor innerhalb dieses geschützten Landschaftsbestandteils zählt zu den wenigen intakten im Steigerwald. Dieses Gebiet wurden am 17. November 1989 als Schutzgebiet ausgewiesen.

## Geographische Lage
Dieses Schutzgebiet liegt ausschließlich im Naturpark Steigerwald, der größtenteils dem Mittelgebirge Steigerwald entspricht. Es befindet sich in Oberschwarzach, einem Markt im unterfränkischen Landkreis Schweinfurt. Der Eichelhügelgraben, ein Zufluss des Marbachs (zum Schönbach), durchzieht die südliche Teilfläche. Der nächstgelegene Ort ist Siegendorf, ein Ortsteil von Oberschwarzach. Das Schutzgebiet liegt zwischen zwei Teilflächen des Siegendorfer Waldes, einem Waldgebiet im westlichen Teil des Steigerwaldes.

## Zonierung und Schutzstatus
Das Gebiet ist sowohl als geschützter Landschaftsbestandteil als auch als Biotop geschützt. Der 1989 ausgewiesene geschützte Landschaftsbestandteil besteht aus zwei Teilflächen. Innerhalb dieses geschützten Landschaftsbestandteils befindet sich das Biotop 'Nasswiesen beim Siegendorfer Wald' mit der Nummer 6128-0093, das ebenfalls in zwei Teilflächen unterteilt ist. Die südliche Teilfläche trägt die Nummer 002, die nördliche 001. Beide Teilflächen beherbergen hauptsächlich seggen- oder binsenreiche Nasswiesen sowie Sümpfe (60 %), ergänzt durch weitere Biotoptypen wie Flachmoor und Streuwiese (40 %). Allerdings besteht aufgrund der Kartierung im Jahr 1989 Unsicherheit über die Aktualität der Daten.

## Potenzial und Gefährdung
Das Gebiet könnte potenziell als Ganzjahres-Lebensraum für Feuchtwiesenbrüter dienen, sofern eine ausreichende Größe und ein passendes Umfeld vorhanden sind. Es könnte zudem als potenzielles Habitat für Amphibien als Aufenthalts- und Nahrungsstätte dienen. Des Weiteren könnte es Lebensraum für eine Vielzahl von Insektenarten wie Fliegen, Bienen, Wespen, Schmetterlinge, Widderchen, Nachtfalter, Heuschrecken und andere bieten. Gefährdet ist das Gebiet durch Entwässerung.

## Artnachweise
Im Schutzgebiet wurden mehrere bedeutsame Arten nachgewiesen, die entweder auf der Roten Liste Bayerns oder der Roten Liste Deutschlands verzeichnet sind. Zu diesen gehören: Sumpf-Schafgarbe, Wiesen-Schaumkraut, Fuchs-Segge, Bärtiges Hornkraut, Breitblättriges Knabenkraut, Gewöhnliche Sumpfbinse, Einspelzige Sumpfbinse, Hohes Labkraut, Moor-Labkraut, Sibirische Schwertlilie, Wiesen-Schlüsselblume, Knöllchen-Steinbrech, Kümmel-Silge und Wiesen-Silge.